# Як-15
Як-15 (по классификации НАТО: Feather — «Перо», первоначально Type 2) — первый реактивный истребитель, принятый на вооружение ВВС СССР. Разработан на базе Як-3, совершил первый полёт 24 апреля 1946 года. В 1946—1947 годах построено 280 самолётов.
В советских ВВС Як-15 считался переходным самолётом и использовался только для переучивания лётного состава с поршневых истребителей на реактивные.

## История создания
К концу войны в ВВС Германии, Великобритании и США появились реактивные самолёты и стало понятно, что СССР значительно отстал в области реактивного самолётостроения. Все эти страны выпускали реактивные самолёты серийно. Знакомство с трофейной немецкой техникой позволило оценить огромное отставание ВВС Красной Армии. Правительство решило наверстать упущенное и подключило к решению этой проблемы лучшие КБ страны.
После Великой Отечественной войны Советскому Союзу досталась трофейная техника и документация. Некоторые ОКБ занимались копированием уже существовавших немецких самолетов (например ОКБ Сухого с их Су-9), другие же занялись разработкой собственных проектов. Все эти самолеты объединяло использование немецких трофейных двигателей Jumo-004 и BMW003, которые позже запустили в серийное производство под обозначением РД-10 и РД-20 (устанавливался на МиГ-9). В апреле 1945 года ОКБ А. С. Яковлева поручили разработать реактивный самолёт с двигателем РД-10 тягой 900 кгс. Самолёт решили делать на основе Як-3 и на место поршневого двигателя установить реактивный, в целом не меняя конструкции.
Самолёт Як-15 и МиГ-9 стали первыми советскими реактивными истребителями. Як-15 поднялся в воздух через два часа после взлёта МиГ-9, это произошло 24 апреля 1946 года. Самолёт поднял в небо лётчик-испытатель Михаил Иванов.

## Производство и эксплуатация
В августе 1946-го, на следующий день после воздушного парада в Тушино, Микоян и Яковлев были вызваны в Кремль, где получили личное указание Сталина о постройке пятнадцати МиГ-9 и такого же количества Як-15, для демонстрации на ноябрьском параде. «Парадные» Як-15 должны были выпускаться без оружия и бронезащиты, с верхним фюзеляжным топливным баком полного объёма (при установке пушек его объём уменьшался) и неполным комплектом радиооборудования.
Выпуск Як-15 поручили заводу № 31 в Тбилиси, который продолжал производить Як-3. Работая в три смены, завод выпустил малую серию Як-15 вовремя, во многом благодаря преемственности конструкции истребителя с Як-3. Завод в Тбилиси строил самолёты, но испытывать их не мог, из-за непригодности для Як-15 ВПП его аэродрома. Истребители в разобранном виде отправляли железнодорожным транспортом в подмосковный город Жуковский, на аэродром ЛИИ. Там их собирали и облётывали.
Первым эксплуатацию реактивных истребителей в ВВС начал личный состав 50-го отдельного учебно-тренировочного Краснознамённого авиационного полка, во время подготовки к ноябрьскому параду над Красной площадью 1946 года. Однако спешка оказалась напрасной — пилоты уже сидели в кабинах, но им так и не пришлось поднять в этот день свои машины в воздух из-за тумана над Москвой.
Ещё до завершения госиспытаний, 16 декабря 1946 года вышло постановление, по которому заводу № 31 предписывалось изготовить ещё пятьдесят Як-15, в том числе 25 в двухместном варианте, однако эти двухместные Яки так и не были выпущены. Вместо них по предложению замминистра авиапромышленности был продолжен выпуск «парадных» Як-15. Причиной было то, что пушка НС-23КМ и часть радиооборудования для Як-15 ещё не прошли войсковых испытаний и изготавливались серийно в небольших объёмах. Поставки второй партии завершились к весне 1947 года. Часть этих самолётов всё же имела вооружение состоявшее всего из одной пушки.
С января 1947 года переучивание лётного состава ВВС на новую материальную часть (Як-15 и МиГ-9) начал проводить организованный на аэродроме Сейма первый учебно-методологический центр. Лётчики из строевых частей 10, 11 и 14-го истребительных авиационных корпусов, прибывшие на переподготовку, были включены в число участников предстоящего 1 мая воздушного парада. Первая массовая демонстрация Як-15 состоялась 1 мая над Красной площадью. В этом параде приняло участие 50 Як-15 и 50 МиГ-9. Демонстрация во многом была политическим шагом, продемонстрировавшим то, что ослабленный войной Советский Союз в кратчайшие сроки смог наладить производство реактивных истребителей. Однако самолёт был ещё очень сырым и по итогам непродолжительной эксплуатации Як-15 во время подготовки к параду были выявлены существенные недостатки конструкции (Як-15 — 71 дефект, РД-10 — 12 дефектов).
В 1947 году в Тушино был продемонстрирован высший пилотаж на Як-15, а в следующем году генерал Е. Я. Савицкий организовал пилотажную пятёрку на Як-15, которую возглавил лично. В 1949 групповой пилотаж на Як-15 демонстрировала ещё одна пятёрка, возглавляемая полковником П. Чупиковым.
Всего до 1947 года было произведено 280 машин, после чего завод № 31 приступил к производству Як-17. Полноценные двухпушечные истребители были распределены в войсках для ознакомления пилотов с реактивной техникой. Эксплуатировались Як-15 параллельно с более совершенными Як-17 и так же недолго. Уже в начале 1950-х годов Як-15 были сняты с вооружения.
Як-15 облегчил переучивание лётчиков с поршневых самолётов на реактивные. Военные рассматривали Як-15 не как боевой истребитель, а как учебно-тренировочный самолёт, но из-за «прожорливости» реактивного двигателя и малой ёмкости топливных баков полёт мог выполняться не дольше 20-ти минут. Полноценного обучения на самолёте с такой продолжительностью организовать невозможно.

## Конструкция
Як-15 — истребитель, цельнометаллический моноплан реданной схемы с прямым крылом. Основной конструкционный материал — лёгкие сплавы. Як-15 спроектирован на базе цельнометаллического варианта поршневого истребителя Як-3. Главное отличие — замена поршневого мотора ВК-107А на ТРД РД-10.
Фюзеляж — технологически состоит из трёх частей — носовой, средней и хвостовой. Каркас фюзеляжа ферменной конструкции сварен из хромансилевых труб с использованием раскосов, распорок и стальных расчалок. Обшивка фюзеляжа — листовой дюралюминий, в нижней части хвостовой части установлен жаропрочный экран.
Кабина — расположена в средней части фюзеляжа и была закрыта прозрачным каплеобразным фонарём. Средняя часть фонаря подвижная и оснащена механизмом аварийного сброса. Кресло лётчика не катапультируемое. Кабина термоизолирована от двигателя листами жаропрочной стали и асбестом.
Носовая часть фермы фюзеляжа имела специальные крепления, на которые крепился двигатель. Двигатель с лобовым воэдухозаборником был установлен снизу в носовой части фюзеляжа, с выходом сопла снизу средней части фюзеляжа. Хвостовая часть фюзеляжа за соплом двигателя была подрезана снизу и прикрывалась теплозащитным стальным экраном.
Крыло — неразъёмное, двухлонжеронное с работающей обшивкой. Крыло в плане имеет трапециевидную форму. Центральная часть переднего лонжерона выполнена виде арки, огибающей двигатель. Механизация крыла — элероны, закрылки и посадочные щитки. На элеронах установлены регулировочные пластины.
Хвостовое оперение — конструктивно аналогично хвостовому оперению Як-3, была только увеличена площадь киля. Рули высоты и руль направления имели металлический каркас и полотняную обшивку. На руле высоты были установлены триммеры, а на руле направления регулировочные пластины.
Шасси — классической схемы с хвостовым колесом. Шасси полностью убираемое в полёте. В связи с тем, что хвостовое колесо попадало в зону струи газов реактивного двигателя, оно было выполнено полностью стальным. Все опоры одноколёсные. Основные опоры с масляно-воздушной амортизацией. Основные опоры в полёте убираются в крыло в направлении оси фюзеляжа, а хвостовая опора убирается в фюзеляж. Уборка и выпуск шасси производится с помощью пневмосистемы.
Силовая установка — турбореактивный двигатель РД-10 с тягой 900 кгс был копией немецкого двигателя Jumo-004. На первых серийных Як-15 устанавливался двигатель Jumo-004, собранный из трофейных комплектующих. Выпуск турбореактивных двигателей Jumo-004 под обозначением РД-10 был налажен в Уфе. Двигатель устанавливался в носовой части фюзеляжа. Воздухозаборник лобовой, с толстыми кромками, проходное сечение воздухозаборника регулируется подвижным центральным телом. Для запуска двигателя используется двухцилиндровый поршневой мотор воздушного охлаждения.
На самолёте было установлено четыре топливных бака. Два топливных бака были установлены в крыльях, ещё один в носовом отсеке и четвёртый (резервный) размещался непосредственно над двигателем самолёта. Общая вместимость топливных баков составляет 590 кг.
Вооружение — две пушки калибра 23 мм, установлены в носовой части фюзеляжа над двигателем. Боекомплект по 60 снарядов на ствол. Некоторые самолёты не комплектовались вооружением.

## Модификации
| Название модели   | |
| ----------------- | --- |
| Як-ЮМО            | Другое обозначение Як-15. |
| Як-ЮМО «вывозной» | Другое обозначение Як-21. |
| Як-15             | Серийный истребитель. |
| Як-15В            | Другое обозначение Як-21. |
| Як-15У            | Истребитель на базе Як-15, в дальнейшем строился под обозначением Як-17. |
| Як-17РД-10        | Истребитель с улучшенной аэродинамикой, включавшей новые скоростные профили крыла и доработанное оперение. Кроме того, на Як-17РД-10 был оборудован катапультируемым сидением с бронеспинкой, бронированным лобовым стеклом и новым шасси. Самолёт был достроен 3 сентября 1946 года, на нём выполнили несколько рулёжек, однако в воздух поднимать не стали. В дальнейшем, под обозначением Як-17 строился другой самолёт. |
| Як-21             | 9 июля 1946 г. Совмин выпустил Постановление № 1498—665 о создании учебно-тренировочных самолётов с двойным управлением. Самолёт не имел вооружения, на месте фюзеляжного бака разместили вторую кабину для курсанта. 5 апреля 1947 года Як-21 впервые облетал лётчик испытатель завода № 31 П. У. Фокин. Серийно самолёт не строился, ввиду того, что к весне 1947 года уже был облётан более совершенный Як-21Т.          |
| Як-21В            | Другое обозначение Як-21. |
| Як-21Т            | Двухместный учебно-тренировочный истребитель на базе Як-15, в дальнейшем строился под обозначением Як-17УТИ. |

## Тактико-технические характеристики

Проекции Як-15.

Данные приведены по статье Як-15 на сайте «Уголок неба».

### Технические характеристики
- Экипаж: 1 человек
- Длина: 8,7 м
- Размах крыла: 9,2 м
- Высота: 2,27 м
- Площадь крыла: 14,85 м²
- Масса пустого: 1852 кг
- Масса снаряженного: 2742 кг
- Двигатели: 1× ТРД РД-10 (Jumo-004)
- Тяга: 1× 900 кгс

### Лётные характеристики
- Максимальная скорость:
  - у земли: 700 км/ч
  - на высоте: 786 км/ч
- Крейсерская скорость: 689 км/ч
- Практическая дальность полёта: 510 км
- Практический потолок: 13 350 м
- Нагрузка на крыло: 184 кг/м²
- Тяговооружённость: 0,36

### Вооружение
- Пушки: НС-23КМ 2×23 мм; боезапас — 60 снарядов

## Сохранившиеся экземпляры
Единственный сохранившийся экземпляр Як-15, находится в Музее техники Вадима Задорожного.